# Герб комуни Лекеберг
Герб комуни Лекеберг (швед. Lekebergs kommunvapen) — символ шведської адміністративно-територіальної одиниці місцевого самоврядування комуни Лекеберг.

## Історія
Комуну Лекеберг сформовано з 1 січня 1995 року. Герб комуни офіційно зареєстровано також 1995 року.

## Опис (блазон)
У чорному полі золота голова оленя анфас із червоними рогами.

## Зміст
Сюжет герба базується на сюжеті з печатки бергслагена (гірничого поселення) Леке з XVII століття.